# زبان حال یک الاغ در وقت مرگ
«زبانِ حالِ یک الاغِ در وقتِ مرگ» داستان کوتاهی از نویسندهٔ ایرانی، صادق هدایت است که نخستین بار در سال ۱۳۰۳ خورشیدی منتشر شده‌است.

## تاریخچه
«زبان حال یک الاغ در وقت مرگ» نخستین داستان کوتاه صادق هدایت است که نخستین‌بار در مرداد و شهریور ۱۳۰۳ در دورهٔ دوم مجلهٔ وفا به چاپ رسید. چاپ این داستان پیش از نخستین سفر هدایت به پاریس بوده است. امروزه این داستان جزو آثار نایاب صادق هدایت دانسته می‌شود.

## موضوع
به گفتهٔ محمد بهارلو صادق هدایت در این داستان همان مفهوم مشترکی را در نظر داشته که پیش از آن در رسالهٔ انسان و حیوان (۱۳۰۲) و بعدها در داستان کوتاه «سگ ولگرد» دیده شده است؛ که عبارت است از: «برابر دانستن ارزش وجودی انسان و حیوان، و محکوم کردن ظلم و شقاوتی که آدم‌ها نسبت به جانوران روا می‌دارند.».

## یادداشت
1. ↑  آثار نایاب صادق هدایت آن دسته از آثار او هستند که چون تاکنون در مجموعهٔ آثار صادق هدایت چاپ نشده‌اند از دسترس عموم خارج شده‌اند.